# 寺町 (徳島市)
寺町（てらまち）は、徳島県徳島市の町名。新町地区に属する。郵便番号は770-0909。寺町一帯はとくしま市民遺産に選定。

## 地理
徳島市の東部、眉山山麓に位置する。東は西大工町、南は西山手町に隣接している。
町内には願成寺や東宗院など様々な宗派の寺院が集中している。また錦竜水と呼ばれる湧水があり、寺町の名物である滝の焼餅に使用されている。

### 山岳
- 眉山

## 歴史
寺町は江戸時代は徳島城下に形成された町で明治22年より徳島市の町名となった。
蜂須賀家政は徳島城の建設に際し、寺院を勝瑞（現板野郡藍住町勝瑞）や旧地の尾張から移し、最初は寺島に集め、後に眉山山麓の当地に移転させた。その移転年代は不詳。
勝瑞から移された寺院は、徳川家の位碑を安置する浄土宗の還国寺・浄智寺、真言宗の源久寺・東宗院、日蓮宗の本行寺・寿量寺・妙永寺・善学寺・妙典寺・本覚寺・妙長寺な、真言宗の来福寺・善福寺・願成寺・般若院、浄土真宗の慈船寺・円徳寺・長善寺・東光寺・元勝寺、日蓮正宗の敬台寺があり、寺院が集中している。またかつては持明院と春日寺も存在した。
城下町の構成のなかで寺町を配するのは戦時下における兵力の屯集に利用されるとともに、防衛上重要な機能を担うことになった。また還国寺や持明院が蜂須賀家と特殊な関係を持ち、その他の寺院も藩士や城下の町人の檀那寺として、極めて重要な役割を担っていた。
渭津五か寺のひとつの敬台寺は日蓮宗富士派に属し、寛文6年に初代藩主・蜂須賀至鎮の正室・敬台院が、江戸下谷の法詔寺を移築した。同寺から以西の大工町の付近を、通称で敬台前と呼んでいた。なお、寺町と大工町の接するあたりは法華寺町と呼ばれていた。
1942年（昭和17年）に一部が西新町、西大工町、眉山町大滝山となった。

## 世帯数と人口
2022年（令和4年）9月1日現在の世帯数と人口は以下の通りである。
| 町丁 | 世帯数 | 人口 |
| ---- | ------ | ---- |
| 寺町 | 28世帯 | 82人 |

## 小・中学校の学区
市立小・中学校に通う場合、学区は以下の通りとなる。
| 番地 | 小学校             | 中学校             |
| ---- | ------------------ | ------------------ |
| 全域 | 徳島市立新町小学校 | 徳島市立富田中学校 |

## 施設

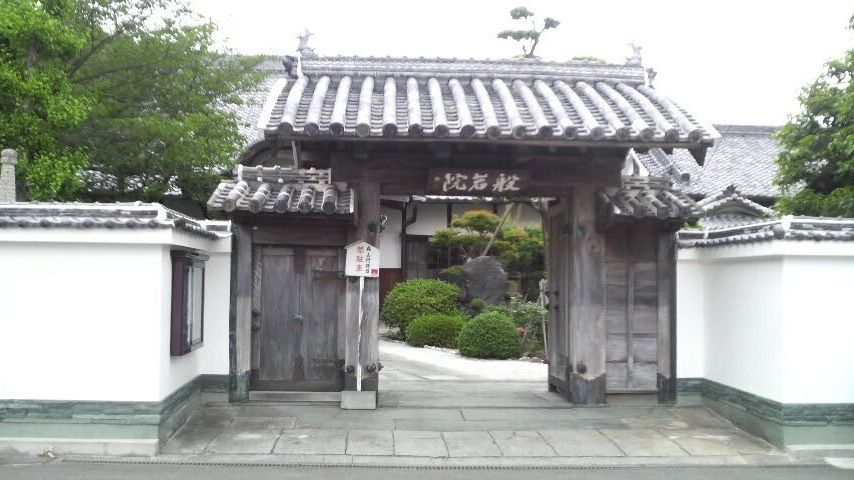
般若院

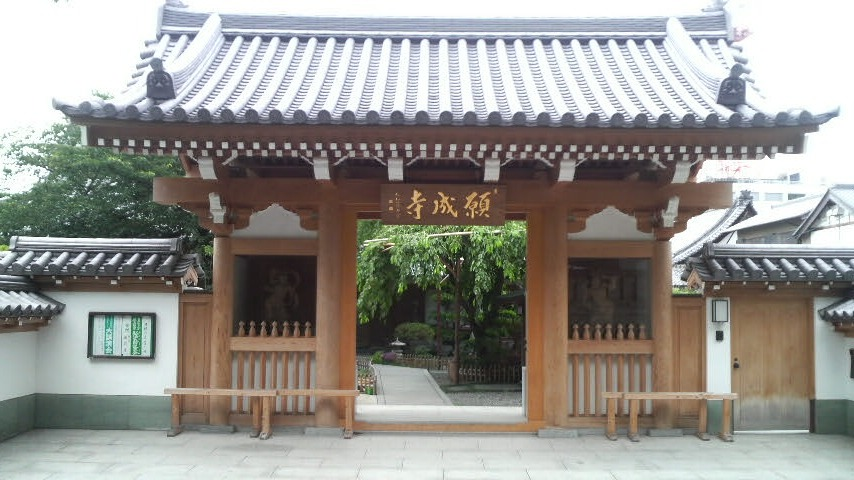
願成寺

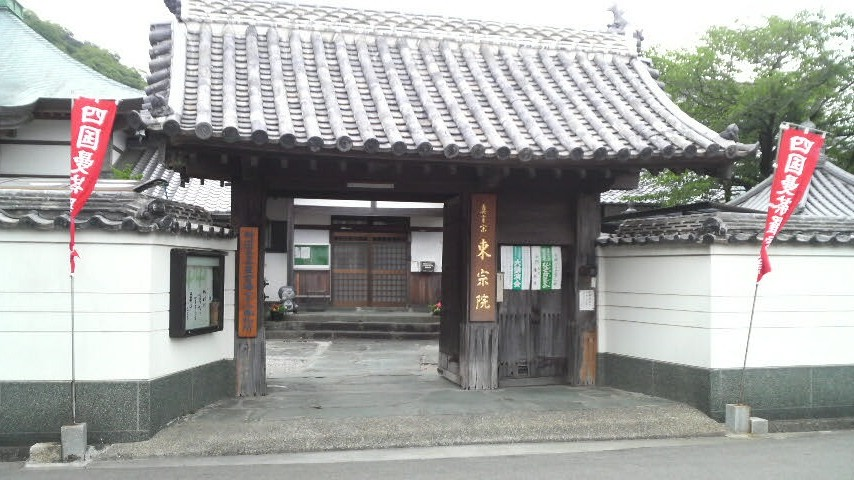
東宗院

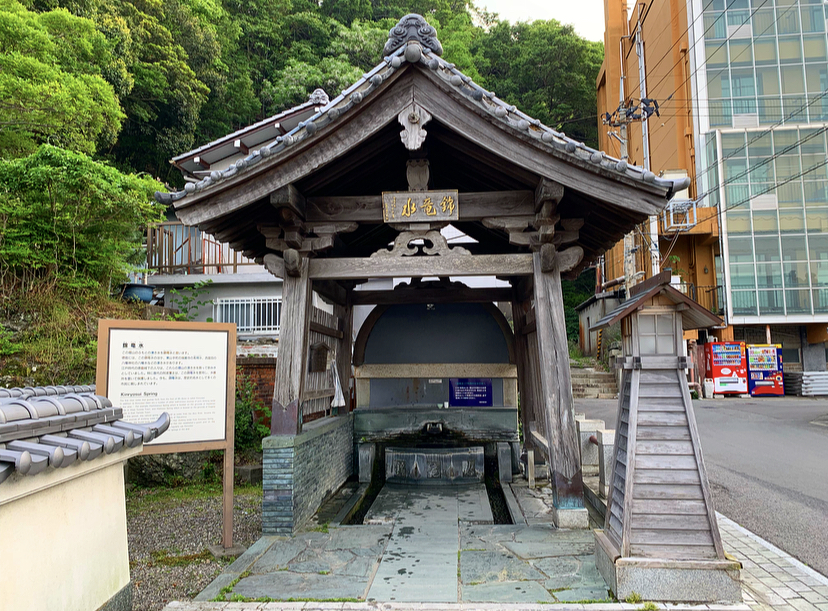
錦竜水(とくしま市民遺産)

### 寺院
- 来福寺
- 慈船寺
- 東光寺 - 写楽の墓があると伝わる。
- 安住寺
- 善福寺 - 阿波西国三十三観音霊場2番札所。
- 般若院 - 阿波秩父観音霊場番外札所。
- 願成寺 - 徳島七福神霊場・大黒天。
- 東宗院 - 新四国曼荼羅霊場78番札所。
- 源久寺
- 還国寺
- 浄智寺
- 妙長寺
- 壽量寺
- 長善寺
- 本行寺
- 妙永寺
- 善学寺
- 妙典寺
- 元勝寺
- 本覚寺
- 敬台寺

### 名所
- 錦竜水 - 眉山湧水群・とくしま水紀行50選1-4番・とくしま市民遺産。

### その他
- イマデヤ葵会館